# Черемных, Вячеслав Григорьевич
Вячесла́в Григо́рьевич Черемны́х (12 марта 1912, д. Сергино Оханского уезда, ныне Нытвенского района — 4 декабря 1983, Пермь) — советский историк, специалист по истории индустриализации на Урале. Доктор исторических наук (1968), профессор (1970) Пермского университета.

## Биография
Родился в крестьянской семье, окончил школу и комсомольское отделение Коммунистического университета в Перми (1933). С июля 1933 по октябрь 1934 года работал председателем Зинковского сельсовета Нытвенского района и секретарём парторганизации там же. Девять лет служил в Красной армии: с 1934 по 1939 год — в Хабаровске, был секретарём бюро ВЛКСМ батальона, политруком роты, инструктором пропагандистов полка, начальником бригадной школы партийно-комсомольского актива, заведующим отделом пропаганды и агитации политотдела 2-й строительной бригады.
С 1939 года — слушатель Военно-политической академии РККА им. В. И. Ленина в Москве. Был направлен на финский фронт командиром особой разведчасти (декабрь 1939 — март 1940 года). Вернувшись с фронта, завершил учёбу в академии. С сентября 1941 года участвовал Великой Отечественной войне в качестве начальника партизанского отдела 52-й армии и командира партизанской бригады. В марте 1942 года был тяжело ранен. После лечения в госпиталях Вологды и Молотова демобилизован в звании майора. С января 1943 по 1951 год — на партийной и советской работе: инструктор военного отдела Молотовского обкома ВКП(б), заместитель и заведующий отделом облисполкома, заведующий отделом агитации и пропаганды Молотовского горкома ВКП(б).
С 1947 года по совместительству, а с марта 1951 года — штатно преподавал в Молотовском государственном университета (старший преподаватель, доцент кафедры марксизма-ленинизма). После годичной аспирантуры в МГУ в 1954 году защитил диссертацию «Коммунистическая партия Советского Союза в борьбе за подбор, расстановку и воспитание руководящих партийных и советских кадров в четвёртой пятилетке» на соискание учёной степени кандидата исторических наук. По конкурсу на пять лет был избран преподавателем кафедры марксизма-ленинизма Молотовского фармацевтического института, затем вернулся в Пермский университет в качестве доцента кафедры истории СССР исторического факультета, в 1962 году исполнял обязанности заведующего кафедрой, старший научный сотрудник (1963—1965).
В 1967 году защитил докторскую диссертацию «Рабочий класс Урала в период социалистической реконструкции народного хозяйства СССР (1928—1937 гг.)». В 1968—1971 годах заведовал кафедрой истории советского общества ПГУ. Автор более 30 научных работ; один из редакторов 2-го тома «Истории Урала» (Пермь, 1965) и других коллективных трудов. С 1975 года — на пенсии.
Награждён орденами Красной Звезды и Отечественной войны II степени, а также 15 медалями.

## Научная деятельность
Исследовательские интересы В. Г. Черемных касались истории рабочего класса Урала в годы первых пятилеток. Ряд публикаций посвящён истории и организации социалистического соревнования, подготовке инженерно-технических работников, развитию уральской промышленности в годы реконструкции народного хозяйства. Впервые дал подробный анализ формирования уральского рабочего класса, изменений, происходивших в его культуро-техническом уровне и материальном положении.

## Основные работы
Книги
- Рабочий класс Урала в период социалистической реконструкции народного хозяйства СССР (1928—1937). Пермь, 1966;
- Индустриализация Урала. Пермь, 1967.

Статьи
- Первая Пермская окружная конференция РСДРП (б) и вопрос о красной гвардии // 1917 год на Урале / под ред. Б. И. Назаровского. Пермь, 1957;
- Подготовка инженерно-технических кадров на Урале в годы первой пятилетки // Труды кафедры общественных наук Пермского медицинского института. Вып. 2. Пермь, 1960;
- Начало массового социалистического соревнования в промышленности Урала в 1929 г. // Коммунистическая партия — вдохновитель и организатор всенародного социалистического соревнования в СССР. М., 1961;
- Рабочий класс Урала в годы первой пятилетки // Из истории рабочего класса Урала. Пермь, 1961;
- Промышленный Урал в первые годы социалистической индустриализации (1926—1929) // Из истории края. Пермь, 1964;
- Рост заработной платы уральских рабочих и сокращение рабочего дня на предприятиях Урала в годы первой и второй пятилеток // Из истории рабочего класса и крестьянства Пермского края. Пермь, 1965;
- Возникновение и развитие массового социалистического соревнования в промышленности Урала (1927—1930 гг.) // От Октября — к развернутому строительству коммунизма. М., 1966.